# Krieger (Familienname)
Krieger oder Kriéger ist ein Familienname, der vor allem im deutschsprachigen Raum vorkommt.

## Namensträger

### A
- Adam Krieger (1634–1666), deutscher Komponist und Organist
- Albert Krieger (1861–1927), deutscher Archivar und Historiker
- Albrecht Krieger (1663–1726), deutscher Medailleur und Stempelschneider
- Alexander Krieger (* 1991), deutscher Radrennfahrer
- Alfred Krieger (1903–1957), französischer Politiker
- Ali Krieger (* 1984), US-amerikanische Fußballspielerin
- André Krieger, eigentlicher Name von CommanderKrieger (* 1979), deutscher E-Sportler
- Andrea Krieger (* 1965), deutsche Fußballspielerin
- Andreas Krieger (Journalist) (* 1961), deutscher Journalist
- Andreas Krieger (geb. Heidi Krieger; * 1965), deutscher Leichtathlet
- Andreas Frederik Krieger (1817–1893), dänischer Jurist und Politiker
- Anthonius Krieger (1776–1847), dänischer Konteradmiral
- Anton Krieger (1828–1905), österreichischer Kaufmann und Politiker
- Arnold Krieger (1904–1965), deutscher Schriftsteller
- August Krieger (1880–1954), deutscher Lehrer, Maler und Schriftsteller
- Axel C. Krieger (* 1969), deutscher Manager

### B
- Bix Krieger, US-amerikanische Schauspielerin
- Bogdan Krieger (1863–1931), deutscher Historiker und Bibliothekar
- Byron Krieger (1920–2015), US-amerikanischer Fechter

### C
- Carl Krieger (auch Karl Krieger; um 1867–1957), deutscher Architekt
- Christian Krieger (* 1964), französischer Theologe
- Cecilia Krieger (1894–1974), kanadische Mathematikerin
- Claus Krieger (* 1971), deutscher Sportpädagoge

### D
- David Krieger (Politikwissenschaftler) (1942–2023), US-amerikanischer Politikwissenschaftler
- David J. Krieger (* 1948), US-amerikanischer Ethnologe und Religionswissenschaftler
- Detlev Krieger (1948–2014), deutscher Boulespieler
- Dominik Krieger (* 1968), deutscher Radrennfahrer

### E
- Edino Krieger (1928–2022), brasilianischer Komponist
- Eduard Krieger (1946–2019), österreichischer Fußballspieler
- Elsa Krieger (* 2010), deutsche Kinderdarstellerin
- Emil Krieger (1902–1979), deutscher Bildhauer und Grafiker
- Erasmus Dionys Krieger (1738–1792), österreichischer Geistlicher, Titularbischof von Tiberias
- Eric Krieger (* 1975), österreichischer Judoka
- Ernst Krieger (Schachkomponist) (1867–1943), deutscher Schachkomponist
- Ernst Krieger (Filmmanager) (1876–1937), deutscher Offizier, Filmmanager, Produzent und Regisseur

### F
- Felix Krieger (* 1975), deutscher Dirigent
- Ferdinand Krieger (Ingenieur) (1858–1919), deutscher Tiefbauingenieur
- Ferdinand Leopold Krieger (1823–1885), deutscher Jurist
- Franz Krieger (Fotograf) (1914–1993), österreichischer Fotograf
- Franz Krieger (Musikwissenschaftler) (* 1963), österreichischer Jazzforscher und Jazzmusiker
- Frederik Willem Krieger (1805–1881), niederländischer Mediziner
- Friedrich Krieger (1843–1907), deutscher Offizier
- Friedrich Christian Krieger (1774–1832), deutscher Maler
- Fritz Krieger (1841–1896), deutscher Jurist und Politiker, MdR

### G
- Georg Krieger (1930–2015), deutscher Musikpädagoge und Komponist
- Georges Kriéger (1885–1914), französischer Organist und Komponist
- Gerhard Krieger (1951–2018), deutscher Theologe und Philosoph
- Gottfried Krieger (1856–1926), deutscher Generalleutnant
- Günter Krieger (Pseudonym Gero Kreuzberg; * 1965), deutscher Schriftsteller
- Günther Krieger (1920–1996), deutscher Pianist

### H
- Hans Krieger (1933–2023), deutscher Schriftsteller und Journalist
- Hans-Joachim Krieger (Jochen Krieger; 1914–1944), deutscher SS-Sturmbannführer
- Heike Krieger (* 1968), deutsche Juristin und Richterin
- Heinrich Krieger (1887–1966), deutscher Forstwissenschaftler
- Heinz Krieger (Jurist), deutscher Jurist
- Heinz Krieger (Fußballspieler) (1943–2022), deutscher Fußballspieler
- Heinz-Bruno Krieger (1920–1999), deutscher Heimatforscher
- Henry Krieger (* 1945), US-amerikanischer Komponist
- Hermann Krieger (1866–nach 1929), deutscher Schriftsteller

### I
- Isabella Krieger (* 1994), deutsch-amerikanische Schauspielerin

### J
- Jenö von Egan-Krieger (1886–1965), deutscher Offizier und Politiker (DNVP)
- Jochen Krieger (* 1914), deutscher SS-Sturmbannführer, siehe Hans-Joachim Krieger

- Johan Cornelius Krieger (Architekt) (1683–1755), dänischer Architekt und Gartenkünstler
- Johan Cornelius Krieger (Admiral, 1725) (1725–1797), dänischer Vizeadmiral
- Johan Cornelius Krieger (Admiral, 1756) (1756–1824), dänischer Konteradmiral und Kammerherr
- Johann Krieger (Komponist) (1652–1735), deutscher Komponist und Organist
- Johann Krieger (Politiker) (* 1949), deutscher Politiker (CDU)
- Johann Franz Krieger (1802–1842), deutscher Schauspieler
- Johann Gotthilf Krieger (1687–nach 1743), deutscher Komponist
- Johann Nepomuk Krieger (1865–1902), deutscher Zeichner und Mondkartograf
- Johann Philipp Krieger (1649–1725), deutscher Komponist und Organist
- Josef Krieger (Maler) (1848–1914), österreichischer Maler
- Josef Krieger (Verwaltungsbeamter) (1878–1938), deutscher Verwaltungsbeamter
- Jürgen Krieger (* 1960/1961), deutscher Biologe, Tierphysiologe und Hochschullehrer

### K
- Kai Harald Krieger (* 1980), deutscher Graffiti-Künstler, siehe 3Steps
- Kamil Krieger (* 1987), polnischer Handballspieler
- Karin Krieger (* 1958), deutsche Übersetzerin
- Karl Krieger (Homöopath) (1817–1874), deutsch-schweizerischer Homöopath und Verbandsfunktionär
- Karl Krieger (um 1867–1957), deutscher Architekt, siehe Carl Krieger
- Karl Krieger (Flugzeugkonstrukteur) (1885–1918), deutscher Flugzeugkonstrukteur und Pilot, siehe Krieger-Gnädig
- Karl-Friedrich Krieger (1940–2020), deutscher Historiker
- Katharina Krieger (* 1959), deutsche Politikerin (Die Linke)
- Kevin Krieger (* 1991), deutscher Politiker (REP, Pro NRW, NPD)
- Koloman Krieger (1819–1888), deutscher Ordensgeistlicher und Maler
- Kristie Macosko Krieger (* 1970), US-amerikanische Filmproduzentin
- Kuno Krieger (1930–2005), deutscher Unternehmer und Orchideenzüchter
- Kurt Krieger (Ethnologe) (1920–2007), deutscher Ethnologe und Afrikaforscher
- Kurt Krieger (Baseballspieler) (1926–1970), österreichischer Baseballspieler
- Kurt Krieger (Unternehmer) (* 1948), deutscher Unternehmer

### L
- Leonard Krieger (1918–1990), US-amerikanischer Neuzeithistoriker
- Lina Krieger (Johanna Caroline Krieger; 1802–1884), deutsche Malerin und Kopistin
- Louis Kriéger (1868–1951), französischer Elektroingenieur
- Ludwig Krieger (1887–1974), deutscher Stenograf
- Lukas Krieger (* 1987), deutscher Politiker (CDU) und Bundestagsabgeordneter

### M
- Margarethe Krieger (1936–2010), deutsche Kunsthistorikerin, Grafikerin und Illustratorin
- Martin Krieger (Schriftsteller) (1914–1995), deutscher Schriftsteller
- Martin Krieger (Historiker) (* 1967), deutscher Historiker
- Martin Theo Krieger (* 1953), deutscher Filmregisseur und Drehbuchautor
- Matthias Krieger (Politiker), deutscher Mühlenbesitzer und Politiker, MdL Bayern
- Matthias Krieger (Judoka) (* 1984), deutscher Judoka
- Maximilian Alfred von Krieger (1824–1898), deutscher Generalleutnant
- Michael Krieger (* 1974), deutscher Physiker und Hochschullehrer
- Michaela Krieger (1956–2007), österreichische Kunstwissenschaftlerin
- Mike Krieger (* 1986), brasilianischer Unternehmer und Softwareentwickler
- Murilo Sebastião Ramos Krieger (* 1943), brasilianischer Geistlicher, Erzbischof von São Salvador da Bahia
- Murray Krieger (1923–2000), US-amerikanischer Literaturwissenschaftler

### N
- Nicole Krieger (* 1975), deutsche Fernsehmoderatorin, Journalistin und Filmemacherin
- Norbert Krieger (* 1931), deutscher Orgelbauer

### O
- Otto Krieger (1880–1968), deutscher Biologe

### P
- Paul Krieger (* 1949), deutscher Autor und Verleger
- Paule Posener-Kriéger (1925–1996), französischer Ägyptologe
- Peter Krieger (Fußballspieler) (Pit Krüger; 1929–1981), deutscher Fußballspieler
- Peter Krieger (Kustos), deutscher Kustos
- Peter Krieger (Kunsthistoriker) (* 1961), deutscher Kunst- und Architekturhistoriker
- Peter Krieger (Eishockeyspieler) (* 1993), US-amerikanischer Eishockeyspieler

### R
- Ralph Krieger (* 1969), deutscher Fernsehmoderator und Musiker
- Richard Krieger (Politiker) (1818–1906), deutscher Jurist, Beamter und Politiker (NLP), MdR
- Richard Krieger (Entomologe) (1856–1920), deutscher Lehrer und Entomologe
- Richard Krieger (Mediziner) (1876–1960), deutscher Chirurg und SS-Sturmbannführer
- Robby Krieger (* 1946), US-amerikanischer Gitarrist
- Rolf Krieger (Politiker) (* 1940), deutscher Politiker (CDU)
- Rolf Krieger (Informatiker) (* 1965), deutscher Wirtschaftsinformatiker und Hochschullehrer
- Rudolf Krieger (* 1967), österreichischer Bildhauer

### S
- Solly Krieger (1909–1964), US-amerikanischer Boxer

### T
- Theodor Eduard Krieger (1849–1895), deutscher Maler
- Thomas Krieger (* 1965/1966), deutscher Golfspieler

### U
- Ulrich Krieger (* 1962), deutscher Saxofonist und Komponist
- Uwe Harald Krieger (* 1980), deutscher Graffiti-Künstler, siehe 3Steps

### V
- Verena Krieger (* 1961), deutsche Kunsthistorikerin und Politikerin (Bündnis 90/Die Grünen)
- Viktor Krieger (* 1959), deutscher Historiker

### W
- Walter Krieger (* 1958), österreichischer Theologe
- Werner Krieger (1916–2005), deutscher Offizier des Heeres der Wehrmacht und der Bundeswehr
- Wilhelm Krieger (Politiker) (1850–1928), deutscher Politiker (DNVP)
- Wilhelm Krieger (Bildhauer) (1877–1945), deutscher Bildhauer
- Willi Krieger (* 1942), deutscher Fußballspieler
- Willibald Krieger (1685–1769), deutscher Jesuit, Theologe, Philosoph und Physiker
- Wolfgang Krieger (Abt) (1716–1788), deutscher Ordensgeistlicher, Abt in Frauenzell
- Wolfgang Krieger (Mathematiker) (* 1940), deutscher Mathematiker
- Wolfgang Krieger (Historiker) (* 1947), deutscher Historiker